# Mine de Jwaneng

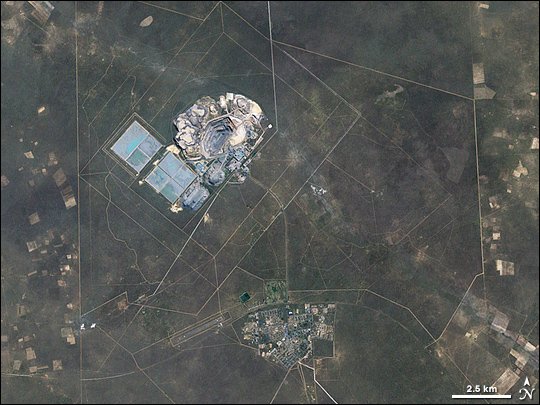
Mine de Jwaneng vue de l'espace, 2001.

La mine de diamants de Jwaneng est la mine de diamants la plus riche du monde , et est située dans le centre-sud du Botswana à environ 120 km à l'ouest de la ville de Gaborone, dans la vallée de la rivière Naledi du Kalahari. Jwaneng, qui signifie "un lieu de petites pierres", appartient à Debswana, un partenariat entre la société De Beers et le gouvernement du Botswana. Il s'agit de la deuxième plus récente des quatre mines exploitées par la société, ayant commencé ses opérations en 1982.
Jwaneng est une mine à ciel ouvert. La mine produit 9,3 millions de tonnes par an de minerai et 37 millions de tonnes supplémentaires par an de stériles. La mine est située sur trois cheminées de kimberlite qui convergent près de la surface, couvrant 520 000 mètres carrés au niveau du sol. Actuellement, la mine produit environ 11 millions de carats (2 200 kg) de diamants. La teneur en minerai récupérable à la mine est d'environ 1,25 carats par tonne (250 mg/tonne). En 2005, les réserves connues permettront à la production aux niveaux actuels de se poursuivre pendant 27 ans. Le taux élevé d'extraction de diamants, combiné à des diamants de haute qualité atteignant d'excellents prix au poids, font de la mine de diamants de Jwaneng la mine de diamants la plus riche au monde en valeur de diamants récupérés.
Jwaneng emploie plus de 2 100 personnes. La mine possède et exploite également un hôpital local et l'aéroport de Jwaneng. La mine maintient un certificat ISO 14001 pour la conformité environnementale, étant la première mine au Botswana à obtenir cette certification en 2000. Jwaneng est connu pour son excellent dossier de sécurité, remportant plusieurs prix de sécurité nationaux et internationaux.
L'instrument Enhanced Thematic Mapper Plus (ETM+) du satellite Landsat 7 de la NASA a acquis cette image de la mine de diamants de Jwaneng le 17 mai 2001. Le paysage aride et plat qui remplit la majeure partie de cette image apparaît dans différentes nuances de brun, sillonné de routes beige pâle. La mine de diamants de Jwaneng apparaît dans le quadrant supérieur gauche de l'image et une zone résidentielle apparaît près du centre inférieur.
Au centre de la mine de diamants, une série de cercles concentriques s'enfoncent de plus en plus profondément dans le sol. Autour de la fosse se trouve un réseau de routes et de structures liées à l'exploitation minière.
Le peuplement au sud-est de la mine contraste avec le paysage aride autant que la mine. Ici, de minuscules points de verdure rappellent les arbres et les parcs herbeux. Les rectangles beige pâle autour du périmètre de cette image sont probablement des cultures ou des champs en jachère.
Le bail minier de Jwaneng comprend le Jwana Game Park, qui comprend une unité de terrain de Cheetah Conservation Botswana. Le parc à gibier abrite également le vautour oricou, menacé à l'échelle mondiale.
En novembre 2013, lors d'un reportage d'ABC News, les responsables de la Debswana affirment que la mine de Jwaneng serait le terrain le plus cher au monde, considérant sa teneur en diamants.
Les ressources financières tirées de la production de cette mine représentent 60 à 70 % du PIB du pays (production annuelle moyenne de 12,5-15 millions de carats).